# Oedipe (Voltaire)

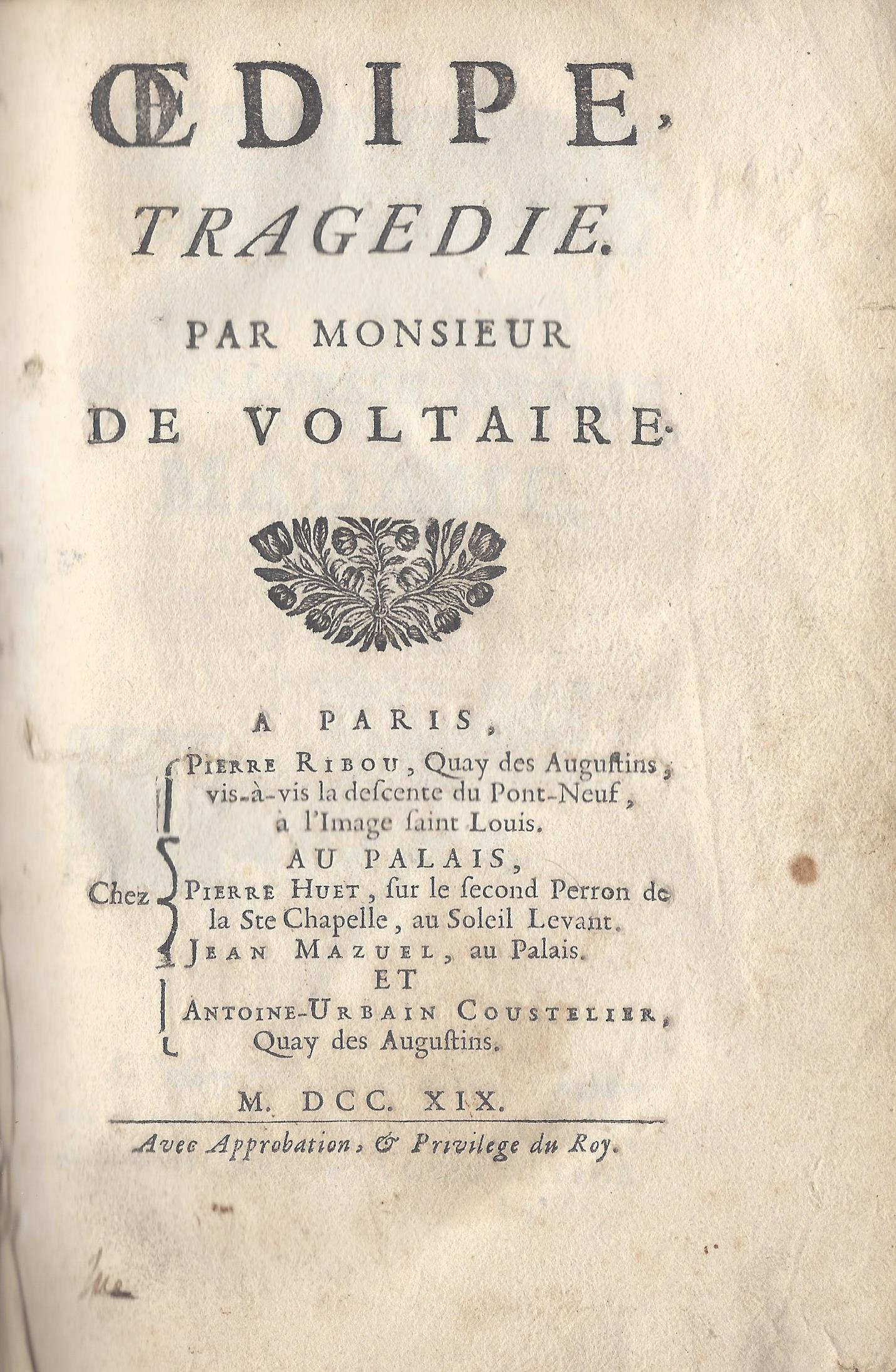
Oedipe, erste Ausgabe Ribou und Huet, Paris 1719

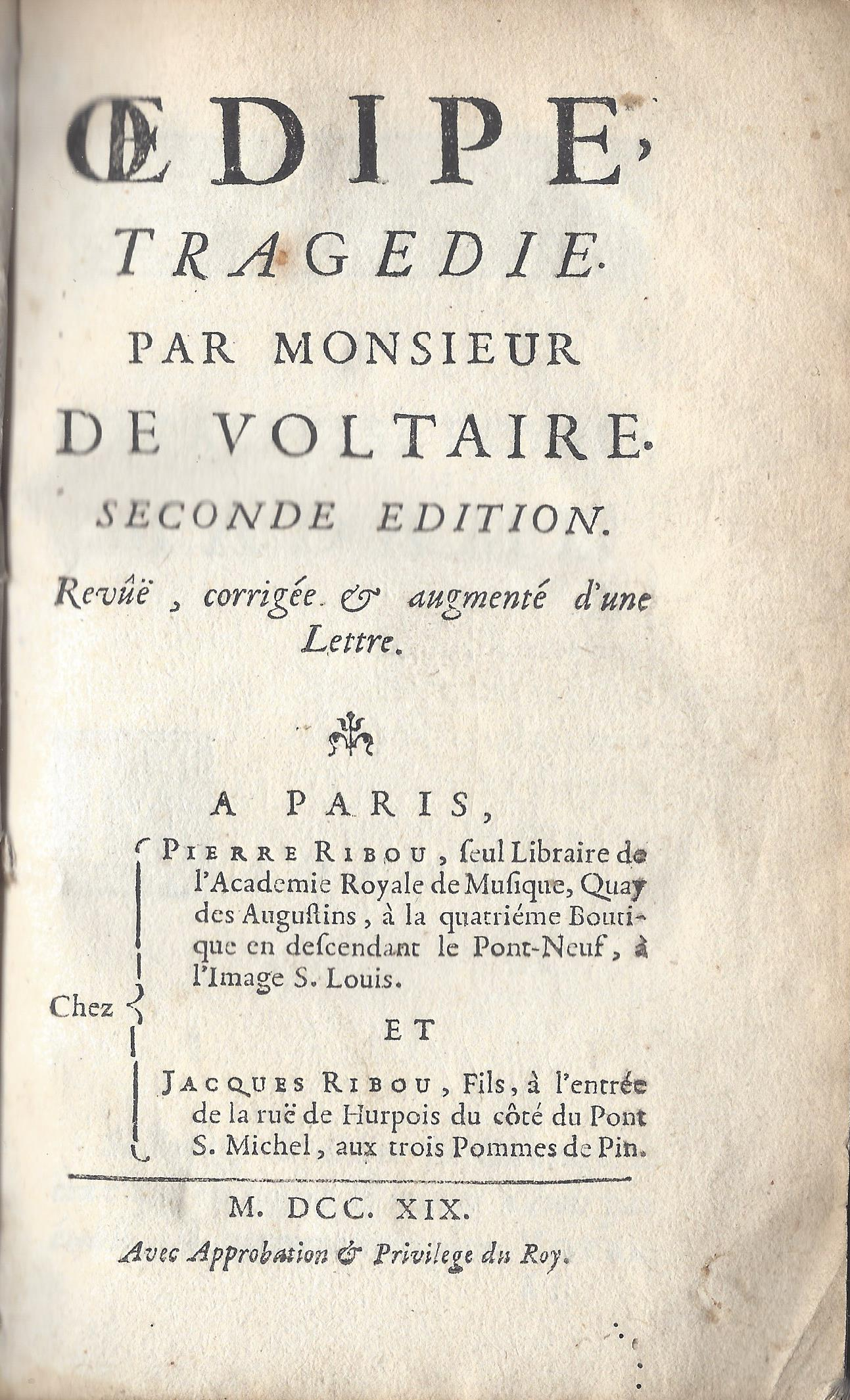
Oedipe, zweite Ausgabe Ribou und Huet, Paris 1719

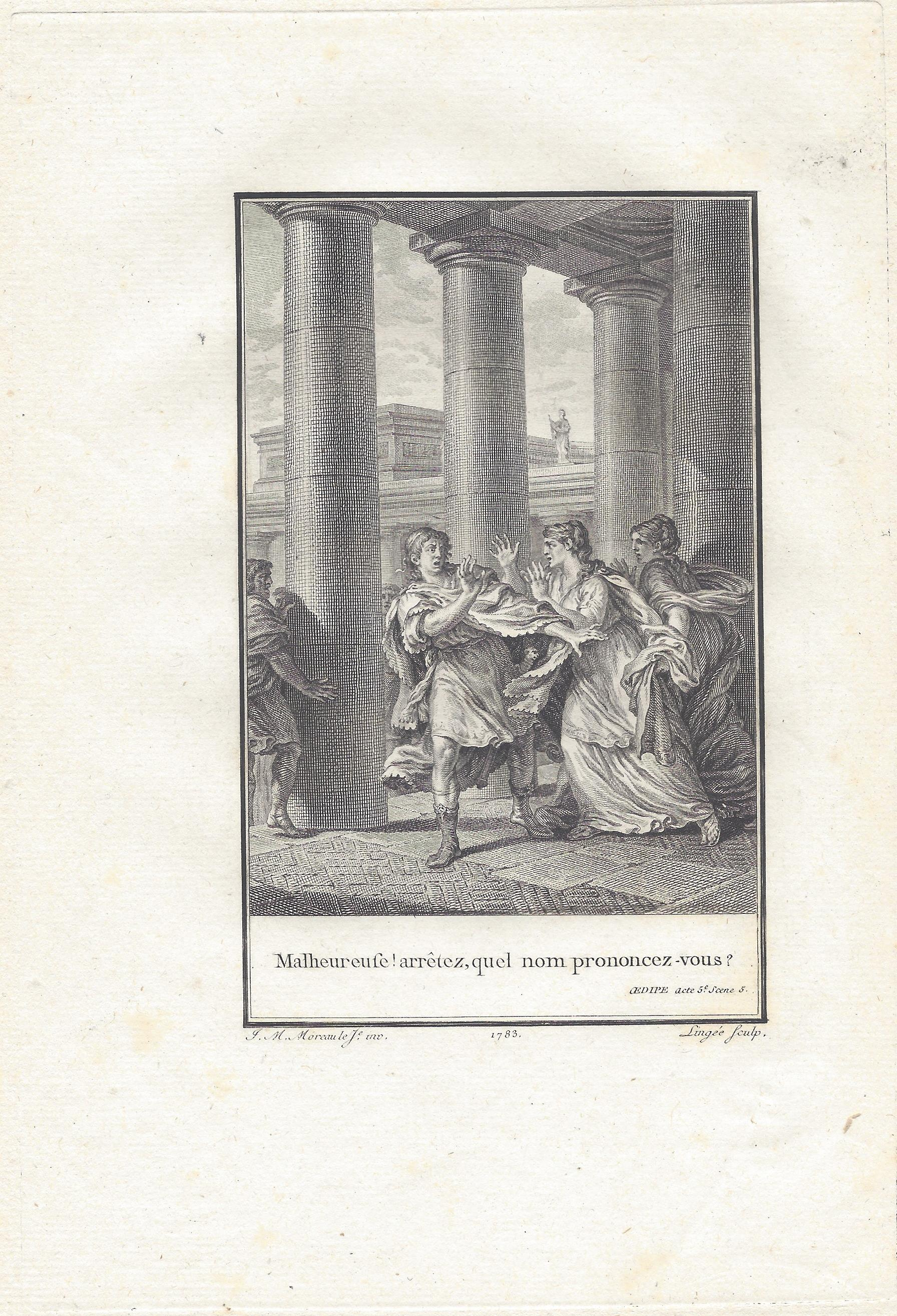
Jean-Michel Moreau: Illustration zum Oedipe 1783

Oedipe (Ödipus) ist eine Tragödie in fünf Aufzügen und in Versen von Voltaire. Das Stück wurde 1718 fertiggestellt und uraufgeführt, seine Ausarbeitung begann jedoch schon im Jahre 1714. Mit dem Oedipe trat Marie-François Arouet erstmals unter dem Pseudonym Voltaire unter der Zufügung des Adelsprädikates de an die Öffentlichkeit.

## Handlung
Das Stück um den Mythos des thebanischen Königs Ödipus ist eine Bearbeitung der gleichnamigen Tragödie des Sophokles. Die Handlung spielt in Theben. Der antike Stoff als auch die vorausgehende Bearbeitung von Pierre Corneille wurden in der Bearbeitung Voltaires der Zeit des Régence angepasst. Der Ausgang folgt der Vorlage. Die wachsende schmerzliche Selbsterkenntnis des Titelhelden wird durch Voltaire neu in den Vordergrund gestellt und verleiht dem Werk Tiefe.

## Beigaben
Voltaire fügte der 1719 erschienenen Erstausgabe bei Ribou und Huet in Paris sechs Abhandlungen, Lettres benannt, bei, die sich mit den Vorlagen und seiner Fassung beschäftigen. Noch im gleichen Jahr fügte er der zweiten Ausgabe eine siebte Abhandlung hinzu, die sich an die Kritik eines Unbekannten richtet.
- Au Sujet des Calomnies. S. 85–90.
- unbetitelt. S. 91–92.
- Critique de l'Oedipe de Sophocle. S. 93–107.
- Critique de l'Oedipe de Corneille. S. 107–117.
- Critique du nouvel Oedipe. S. 118–127.
- Dissertation sur les choeurs. S. 128–131.
- A l’occasion de plusieurs Critiques qu’on a faites d’Oedipe, seconde Èdition S. 131–134.

## Zeitgenössische Rezeption
Die in Paris kursierenden Gerüchte eines inzestuösen Verhältnisses des Regenten Philippe II. de Bourbon, duc d’Orléans mit seiner Tochter Marie Louise Élisabeth hatten Voltaire veranlasst, wiederholt satirische Gedichte auf dieses angebliche Verhältnis zu schreiben, das zwar nicht den Tatsachen entsprach, aber veranlasst war durch die offenkundige Vernarrtheit des Regenten in seine zügellose Tochter, der er nahezu alles erlaubte. Nach mehreren Warnungen ließ Philippe Voltaire im Mai 1717 vorübergehend in der Bastille einsperren, nachdem dieser erneut ein Gedicht im Zirkel der politischen Gegner des Regenten vorgelesen hatte. Dennoch nahmen sowohl der Regent als auch seine schwangere Tochter am 18. November 1718 an der Uraufführung der Tragödie Œdipe in der Comédie-Française teil, in der das Inzestverhältnis des Königs Ödipus ebenso verarbeitet ist wie die Kritik an den Verhältnissen in der Herrschaft Theben. Der Regent, dessen Mutter Liselotte von der Pfalz das Werk gewidmet war und die ebenfalls die Uraufführung besuchte, bedachte Voltaire für das Stück mit einer Rente von 1200 Livres und einer Goldmedaille. Trotz ihrer skandalösen Schwangerschaft besuchte die Herzogin von Berry fünfmal hintereinander die Aufführungen von Voltaires Oedipe. Die fruchtbare junge Witwe soll sich von der Schönheit Quinault-Dufresnes angezogen gefühlt haben, was sie dazu veranlasst, sich gegen die öffentliche Meinung zu stellen, um das physische Aussehen des Schauspielers zu bewundern. Der britische König George I. zeigte mit einer Goldmedaille und einer goldenen Uhr, die Voltaire seinem Vater schenkte, ebenfalls seine Anerkennung.

## Aufführungen
Das Stück erlebte bei seiner Uraufführung am 18. November 1718 in der Comédie-Française einen großen Erfolg, dem sich unmittelbar 45 Aufführungen anschlossen. Bis zu seiner Absetzung 1852 gehörte der Oedipe mit 340 Aufführungen zum Standardrepertoire der Comédie-Française.

## Drucklegung
Voltaire, der dem Stück eine Widmung an die Mutter des Regenten Liselotte von der Pfalz voranstellte, erhielt die Druckerlaubnis persönlich vom Regenten Philippe II. de Bourbon. Bereits am 2. Dezember 1718 erhielt er die Approbation durch den vom Zensor beauftragten Schriftsteller und Kritiker Antoine Houdar de la Motte. Der Erstdruck erfolgte in zwei Typen A und B (Einarbeitung von drei Errata) bei Pierre Ribou und Pierre Huet in Paris. Vier Raubdrucke, bezeichnet: Londres bei Tonson, La Haye bei Rogissart, Amsterdam bei Violet und Amsterdam bei Bernard, belegen den Erfolg des Stückes. Die zweite um eine siebte Abhandlung erweiterte Ausgabe in drei Typen A, B und C (Erweiterte Errata bzw. florales Element auf S. 134) folgte bei Ribou und Huet noch 1719.

## Erste Ausgaben
- Oedipe. Pierre Ribou und Pierre Huet, Paris 1719, S. (viii). 131, ein weiẞes Blatt, Errata auf S. V. mit 11 Items; sig. a2,( )2, A-Q3,R2. (gallica.bnf.fr).
- oedipe, seconde Edition, Pierre und Jacques Ribou, Paris 1719, S. (viii). 134, Errata bei Typ B und C auf S. 134; sig. a4, A-Q4,R4.
- Oedipus, ein Trauerspiel, aus dem Französischen des Herrn von Voltaire. Erste Übersetzung in das Deutsche von Heinrich Gottfried Koch, Krauß, Wien 1756.
- Edipus, treurspel. Het Fransch gevolgd van den Heere A. de Voltaire. Erste Übersetzung in das Niederländische von Cornelis Haylighert, Leiden 1769.